# دیوید اهمن
کلاس دیوید اهمن (سوئدی: Klas David Åhman؛ ۲۰ دسامبر ۲۰۰۱) یک ساحلی باز حرفه‌ای سوئدی است. او مدت هاست که با جاناتان هلویگ هم‌تیمی ست و باتوجه به طولانی مدت بودن این موضوع، آنها هم‌اکنون رتبه نخست رده‌بندی جهانی والیبال ساحلی را در اختیار دارند.
او به همراه هلویگ توانستند در المپیک تابستانی ۲۰۲۴ برای سوئد افتخار آفرینی کنند و با شکست تیم آلمان در بازی نهایی، یکی از چهار مدال طلای سوئد را بدست آوردند.